# مگنوس وگلیوس
مگنوس وگلیوس (فنلاندی: Magnus Wegelius; ۲۰ اوت ۱۸۸۴ – ۹ دسامبر ۱۹۳۶) ژیمناست و تیرانداز اهل فنلاند بود.
وی در مسابقات کشوری و بین‌المللی در مجموع برندهٔ ۱ مدال نقره، ۶ مدال برنز شده‌است.